# سيهوي
سيهوي (بالصينية: 四会市) هي مدينة من مدن الصين. تبلغ مساحتها 1258 كم².

## المناخ
يظهر الجدول التالي التغييرات المناخية على مدار السنة لسيهوي:
| البيانات المناخية لـسيهوي                        | البيانات المناخية لـسيهوي | البيانات المناخية لـسيهوي | البيانات المناخية لـسيهوي | البيانات المناخية لـسيهوي | البيانات المناخية لـسيهوي | البيانات المناخية لـسيهوي | البيانات المناخية لـسيهوي | البيانات المناخية لـسيهوي | البيانات المناخية لـسيهوي | البيانات المناخية لـسيهوي | البيانات المناخية لـسيهوي | البيانات المناخية لـسيهوي | البيانات المناخية لـسيهوي |
| الشهر                                            | يناير                     | فبراير                    | مارس                      | أبريل                     | مايو                      | يونيو                     | يوليو                     | أغسطس                     | سبتمبر                    | أكتوبر                    | نوفمبر                    | ديسمبر                    | المعدل السنوي             |
| ------------------------------------------------ | ------------------------- | ------------------------- | ------------------------- | ------------------------- | ------------------------- | ------------------------- | ------------------------- | ------------------------- | ------------------------- | ------------------------- | ------------------------- | ------------------------- | ------------------------- |
| الدرجة القصوى °م (°ف)                            | 28.7 (83.7)               | 31.6 (88.9)               | 33.6 (92.5)               | 34.4 (93.9)               | 35.7 (96.3)               | 37.9 (100.2)              | 38.2 (100.8)              | 38.5 (101.3)              | 37.8 (100.0)              | 35.7 (96.3)               | 33.7 (92.7)               | 30.0 (86.0)               | 38.5 (101.3)              |
| متوسط درجة الحرارة الكبرى °م (°ف)                | 17.9 (64.2)               | 18.4 (65.1)               | 20.9 (69.6)               | 25.5 (77.9)               | 29.5 (85.1)               | 31.6 (88.9)               | 33.2 (91.8)               | 33.3 (91.9)               | 31.7 (89.1)               | 29.1 (84.4)               | 24.7 (76.5)               | 20.3 (68.5)               | 26.3 (79.4)               |
| المتوسط اليومي °م (°ف)                           | 12.9 (55.2)               | 14.4 (57.9)               | 17.2 (63.0)               | 21.7 (71.1)               | 25.2 (77.4)               | 27.3 (81.1)               | 28.5 (83.3)               | 28.3 (82.9)               | 26.7 (80.1)               | 23.5 (74.3)               | 18.7 (65.7)               | 14.3 (57.7)               | 21.6 (70.8)               |
| متوسط درجة الحرارة الصغرى °م (°ف)                | 9.6 (49.3)                | 11.6 (52.9)               | 14.6 (58.3)               | 19.2 (66.6)               | 22.3 (72.1)               | 24.5 (76.1)               | 25.3 (77.5)               | 25.1 (77.2)               | 23.4 (74.1)               | 19.8 (67.6)               | 14.8 (58.6)               | 10.3 (50.5)               | 18.4 (65.1)               |
| أدنى درجة حرارة °م (°ف)                          | 0.0 (32.0)                | 1.3 (34.3)                | 2.4 (36.3)                | 8.0 (46.4)                | 13.3 (55.9)               | 17.5 (63.5)               | 21.3 (70.3)               | 21.9 (71.4)               | 15.1 (59.2)               | 9.0 (48.2)                | 4.2 (39.6)                | −0.6 (30.9)               | −0.6 (30.9)               |
| الهطول مم (إنش)                                  | 56.5 (2.22)               | 76.8 (3.02)               | 112.8 (4.44)              | 192.7 (7.59)              | 271.7 (10.70)             | 273.9 (10.78)             | 250.5 (9.86)              | 224.9 (8.85)              | 154.5 (6.08)              | 73.2 (2.88)               | 45.6 (1.80)               | 32.9 (1.30)               | 1٬766 (69.52)             |
| متوسط الرطوبة النسبية (%)                        | 78                        | 82                        | 85                        | 86                        | 85                        | 86                        | 83                        | 83                        | 81                        | 77                        | 75                        | 74                        | 81                        |
| المصدر: China Meteorological Data Service Center |                           |                           |                           |                           |                           |                           |                           |                           |                           |                           |                           |                           |                           |